# Episodi di Blue Bloods (sesta stagione)
La sesta stagione della serie televisiva Blue Bloods è stata trasmessa in prima visione assoluta negli Stati Uniti d'America da CBS dal 25 settembre 2015 al 6 maggio 2016.
In Italia la stagione è trasmessa in prima visione in chiaro da Rai 2 dal 9 gennaio 2016. In Svizzera la stagione ha debuttato su RSI LA2 il 13 marzo 2016, trasmettendola in prima visione assoluta in italiano dal dodicesimo al quindicesimo episodio. A partire dai primi di settembre la serie tv è ricominciata ad andare in onda su Rai 2 il venerdì sera riprendendo dall'episodio 12.
| nº | Titolo originale                 | Titolo italiano         | Prima TV USA      | Prima TV in italiano |
| -- | -------------------------------- | ----------------------- | ----------------- | -------------------- |
| 1  | Worst Case Scenario              | Alta tensione           | 25 settembre 2015 | 9 gennaio 2016       |
| 2  | Absolute Power                   | Potere assoluto         | 2 ottobre 2015    | 16 gennaio 2016      |
| 3  | All The News That's Fit to Click | Patto col diavolo       | 9 ottobre 2015    | 23 gennaio 2016      |
| 4  | With Friends Like These          | Omicidio irrisolto      | 16 ottobre 2015   | 30 gennaio 2016      |
| 5  | Backstabbers                     | Traditori               | 23 ottobre 2015   | 6 febbraio 2016      |
| 6  | Rush to Judgment                 | Giudizio affrettato     | 30 ottobre 2015   | 13 febbraio 2016     |
| 7  | The Bullitt Mustang              | La Mustang di Bullitt   | 6 novembre 2015   | 20 febbraio 2016     |
| 8  | Unsung Heroes                    | Eroi ignoti             | 13 novembre 2015  | 27 febbraio 2016     |
| 9  | A Boy Named Francis              | Mai arrendersi          | 20 novembre 2015  | 5 marzo 2016         |
| 10 | Flags of Our Fathers             | Le bandiere dei padri   | 11 dicembre 2015  | 12 marzo 2016        |
| 11 | Back in the Day                  | A quei tempi            | 8 gennaio 2016    | 19 marzo 2016        |
| 12 | Cursed                           | Il distintivo           | 15 gennaio 2016   | 5 giugno 2016        |
| 13 | Stomping Grounds                 | Il cattivo poliziotto   | 22 gennaio 2016   | 17 luglio 2016       |
| 14 | The Road to Hell                 | La strada per l'inferno | 12 febbraio 2016  | 24 luglio 2016       |
| 15 | Fresh Start                      | Ricominciare            | 19 febbraio 2016  | 31 luglio 2016       |
| 16 | Help Me Help You                 | Finestre rotte          | 26 febbraio 2016  | 14 ottobre 2016      |
| 17 | Friends in Need                  | Nel momento del bisogno | 11 marzo 2016     | 21 ottobre 2016      |
| 18 | Town Without Pity                | Una lezione di vita     | 1º aprile 2016    | 4 novembre 2016      |
| 19 | Blast from the Past              | Un ritorno inaspettato  | 8 aprile 2016     | 11 novembre 2016     |
| 20 | Down the Rabbit Hole             | Nella tana del coniglio | 15 aprile 2016    | 18 novembre 2016     |
| 21 | The Extra Mile                   | Oltre le apparenze      | 29 aprile 2016    | 2 dicembre 2016      |
| 22 | Blowback                         | Il contraccolpo         | 6 maggio 2016     | 9 dicembre 2016      |